# Sofía Vergara
Pour les articles homonymes, voir Vergara.
Sofía Vergara, née le 10 juillet 1972 à Barranquilla en Colombie, est une actrice, productrice et animatrice américano-colombienne.
Sofía Vergara s'est fait connaître du grand public en tant qu'animatrice de télévision, à la fin des années 1990, sur la chaîne hispanophone américaine Univision Network.
Son premier rôle en tant qu'actrice fut dans la comédie romantique américaine Chasing Papi, en 2003. Dès lors, elle a joué dans les films Quatre frères (2005), Les Schtroumpfs (2011), Happy New Year (2011), Happy Feet 2 (2011), Les Trois Corniauds (2012), Les Zévadés de l'espace (2013), ou encore Machete Kills (2013).
Elle acquiert surtout la notoriété en jouant l'un des rôles principaux dans la sitcom américaine Modern Family (2009-2020). Grâce à ce rôle, elle fut nommée pour quatre Golden Globes, quatre Emmy Awards, et dix Screen Actors Guild Awards. En 2012 et 2013, elle est devenue l'actrice la plus vue à la télévision. En 2014, elle a été classée à la 32e place et en 2015, à la 57e place dans le classement des « 100 femmes les plus puissantes du monde », par le magazine Forbes.
Le succès de la série l’installe dans le paysage audiovisuel, lui permet de passer à la production et d’aligner les contrats publicitaires. Elle conserve, pendant plusieurs années, la première position du classement des actrices de télévision les mieux payées.
En 2020, elle devient juge de l'émission America's Got Talent.
En 2024, elle joue dans la série Griselda  sur Netflix. Elle interprète le rôle de Griselda Blanco, personnage principal de la série.

## Biographie

### Enfance et formation
Née à Barranquilla, la capitale d'Atlántico, en Colombie, Sofía est la fille de Margarita Vergara Dávila de Vergara, une mère au foyer, et de Julio Enrique Vergara Robayo, le producteur d'une industrie alimentaire,.
Très jeune, ses frères et sœurs la surnomment « Toti ».
Durant ses études dans une université de Colombie, Sofía Vergara a étudié l'odontologie, mais elle a arrêté ses études au bout de deux semestres, afin de se lancer dans le mannequinat.
Par la suite, elle a quitté son pays natal, pour s'installer à Miami - où son frère aîné Rafael a été assassiné, à la suite d'une tentative d'enlèvement, en 1998,. Sa cousine et sœur adoptive, Sandra Vergara (en) est également une actrice de télévision aux États-Unis,.

### Mannequinat et seconds rôles

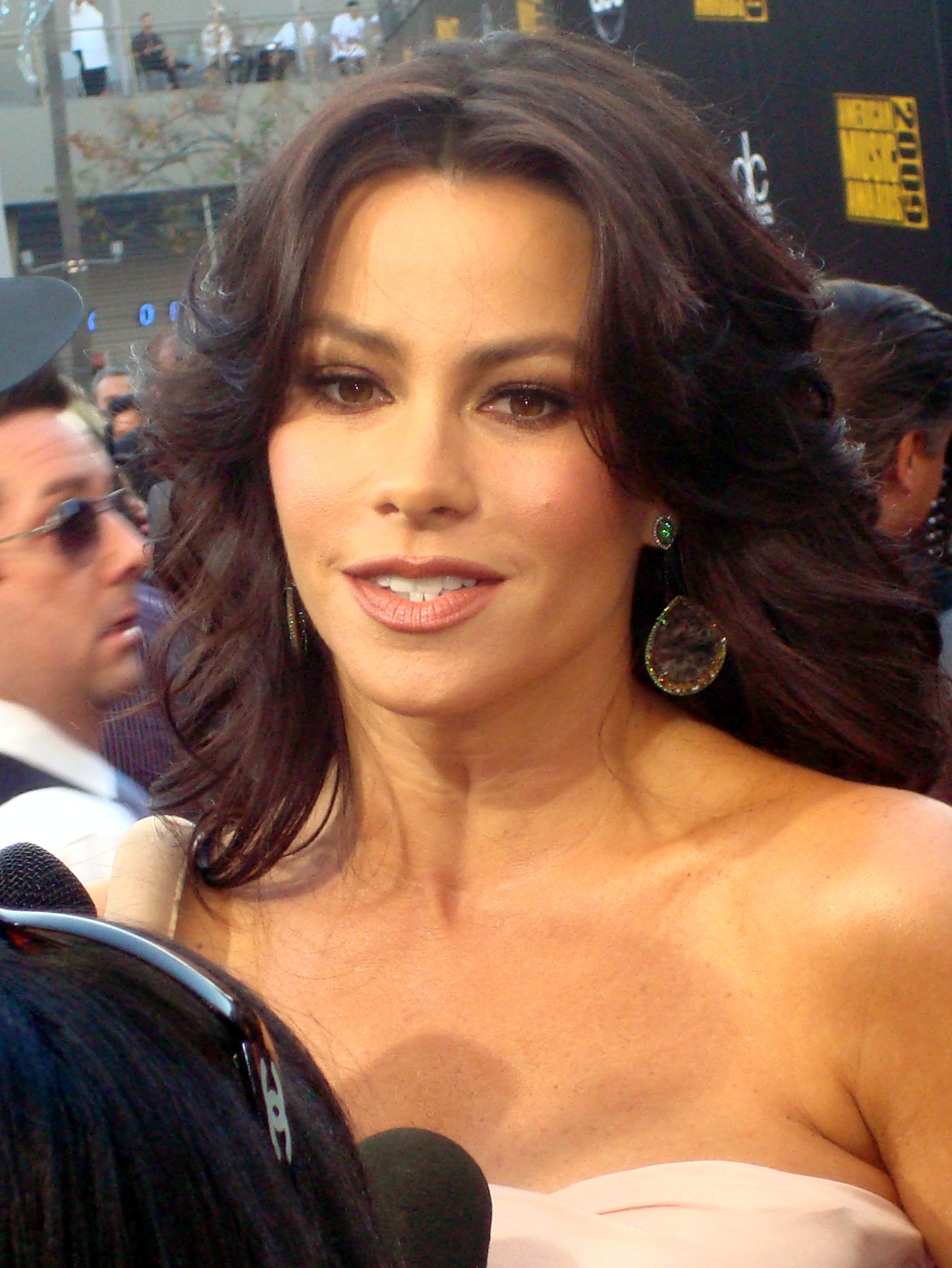
Sofía Vergara, lors des American Music Awards, en novembre 2009.

Sofía Vergara s'est fait repérer par un photographe, alors qu'elle se promenait sur une plage de Colombie, et elle a reçu des offres pour faire du mannequinat, et travailler à la télévision. La jeune femme « appréhendait et hésitait à accepter l'offre, jusqu'à ce que ses professeurs de l'école catholique lui donnent la permission ».
À 17 ans, elle a tourné dans sa première publicité, pour la marque Pepsi-Cola. À 20 ans, elle a emménagé à Bogota (Colombie), où elle a travaillé comme mannequin et actrice de télévision. Entre 1995 et 1998, elle a été la co-animatrice de l'émission de télé Fuera de serie, pour la chaîne Univision Network. Grâce à cette émission, elle se fait repérer aux États-Unis.
En 2002, elle fait ses débuts au cinéma, dans un rôle mineur pour le thriller Big Trouble avec Tim Allen et Rene Russo. Elle a ensuite co-animée une autre émission pour Univision Network, intitulée A que no te atreves, puis elle est apparue dans un épisode de la quatrième saison de la série dramatique américaine Entourage.
Pendant plusieurs années, elle était sous contrat d'exclusivité avec la chaîne Univision Network mais, une fois le contrat expiré, elle a accepté de travailler pour la chaîne américaine ABC. Dès lors, elle a joué dans les sitcoms, Hot Properties et Les As du braquage. Entre-temps, elle fait ses armes en apparaissant au cinéma dans les comédies Chasing Papi avec Roselyn Sánchez et Soul Plane avec Kevin Hart; puis, elle joue le premier rôle féminin dans le thriller Le 24e Jour avec James Marsden et Scott Speedman. En revanche, ses productions passent relativement inaperçues.
En 2005, elle intervient aussi dans le biopic Les Seigneurs de Dogtown avec Emile Hirsch, Heath Ledger et Nikki Reed en tête d'affiche. La même année, elle joue dans le thriller remarqué Quatre frères. Il s'agit du remake du western Les Quatre Fils de Katie Elder. En 2006, elle fait une brève apparition dans Pledge This: Panique à la fac !, une comédie portée par Paris Hilton qui en plus d'être éreintée par la critique, réalise des résultats catastrophiques au box office.
En 2007, l'actrice peine encore à se faire un nom et retourne alors à la télévision pour incarner l'un des rôles principaux de la série télévisée Amas de Casa Desesperadas, une version colombienne de Desperate Housewives, mais qui est annulée au bout d'une saison, faute d'audiences. Elle est ensuite apparue, entre autres, dans la série Dirty Sexy Money, puis dans la série mexicaine Fuego en la sangre.
En 2008, elle intervient dans la comédie dramatique indépendante saluée, Meet the Browns avec Angela Bassett. L'année d'après, le réalisateur Tyler Perry réembauche l'actrice pour sa comédie criminelle Madea Goes to Jail qui est bien accueillie par la profession et permet à Vergara d'obtenir sa première nomination pour l'ALMA Awards de la meilleure actrice. Cette même année, elle joue le rôle de « Mama » Morton dans la pièce Chicago de Broadway, pendant cinq semaines.

### Modern Family et révélation

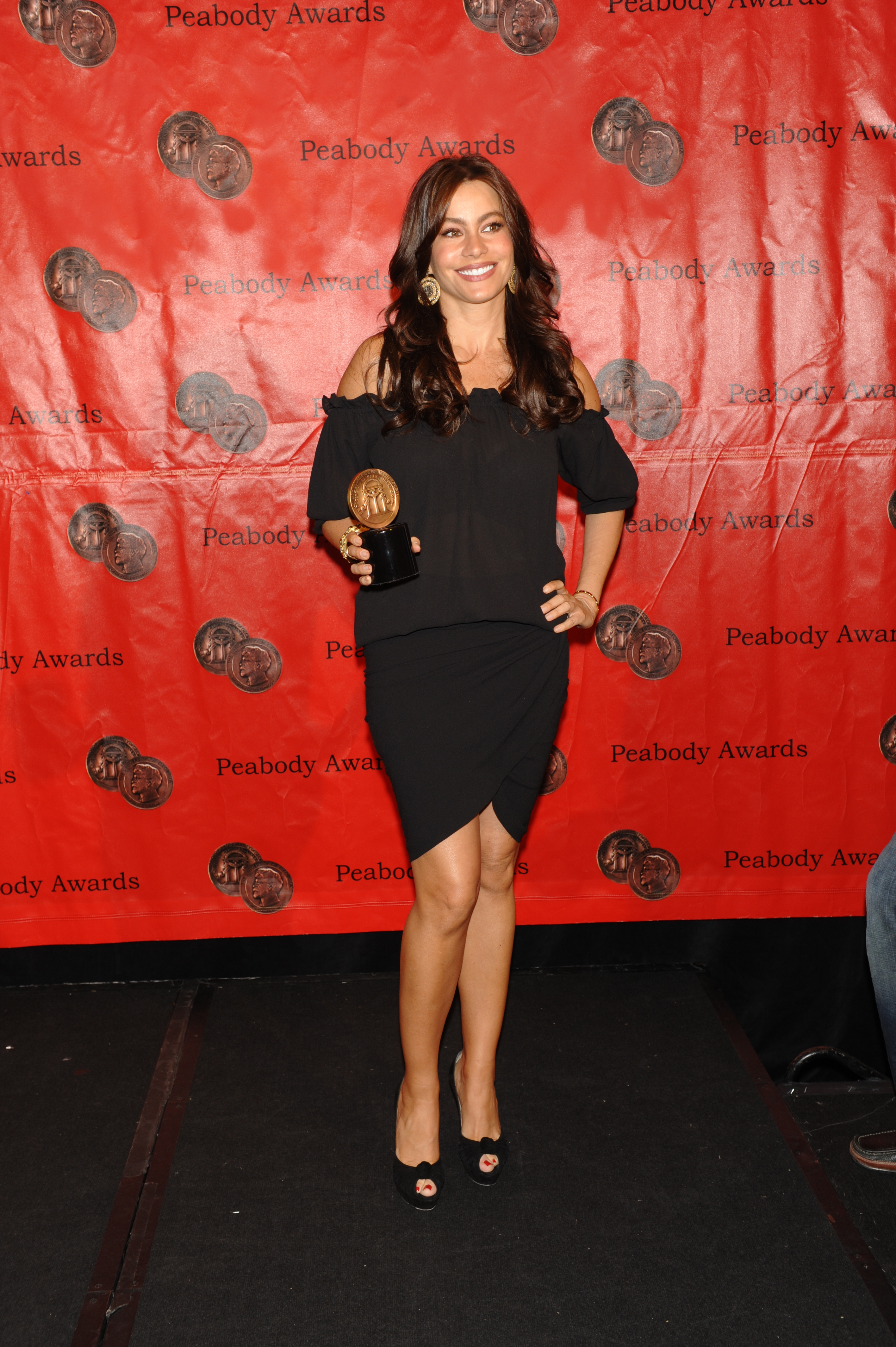
Sofía Vergara, récompensée lors des Peabody Awards 2010.

En 2009, elle décroche le rôle de Gloria Pritchett dans la sitcom américaine Modern Family. Cette série comique, au format de documentaire parodique dans lequel les personnages regardent parfois la caméra, brisant le quatrième mur, permet à l'actrice d'accéder à une notoriété publique importante et à la reconnaissance de la part des critiques.
La série en elle-même reçoit aussi des critiques dithyrambiques de la part de la presse spécialisée. Elle a été décrite par plusieurs médias (Entertainment Weekly, Ausiello, Time) comme « la meilleure nouvelle comédie de l'année »,,.
Aussi, grâce à son interprétation, l'actrice est récompensée par le NAACP Image Awards de la meilleure actrice dans un second rôle dans une série télévisée comique, par l'OFTA Television Award ou encore par le Screen Actors Guild Award de la meilleure distribution pour une série télévisée comique, une récompense partagée avec l'ensemble du casting. Ce show lui vaut également de nombreuses nominations entre 2010 et 2017. En 2011, Sofía était pressentie pour jouer dans le drame indépendant Paperboy, mais en raison du tournage de Modern Family, elle a dû refuser le rôle. En revanche, elle peut se libérer pour le tournage du film d'animation 3D, Les Schtroumpfs, elle incarne l’excentrique Odile Anjelou, un rôle secondaire. Et elle fait également partie de la distribution quatre étoiles réunies par Garry Marshall pour la comédie romantique Happy New Year aux côtés d'acteurs comme Robert De Niro, Michelle Pfeiffer, Halle Berry, Hilary Swank et par exemple, Katherine Heigl, avec qui elle partage la majorité de ses scènes. Ses deux films sont des importants succès au box office, le film d'animation familial remporte tous les suffrages, tandis que la comédie chorale divise la critique.

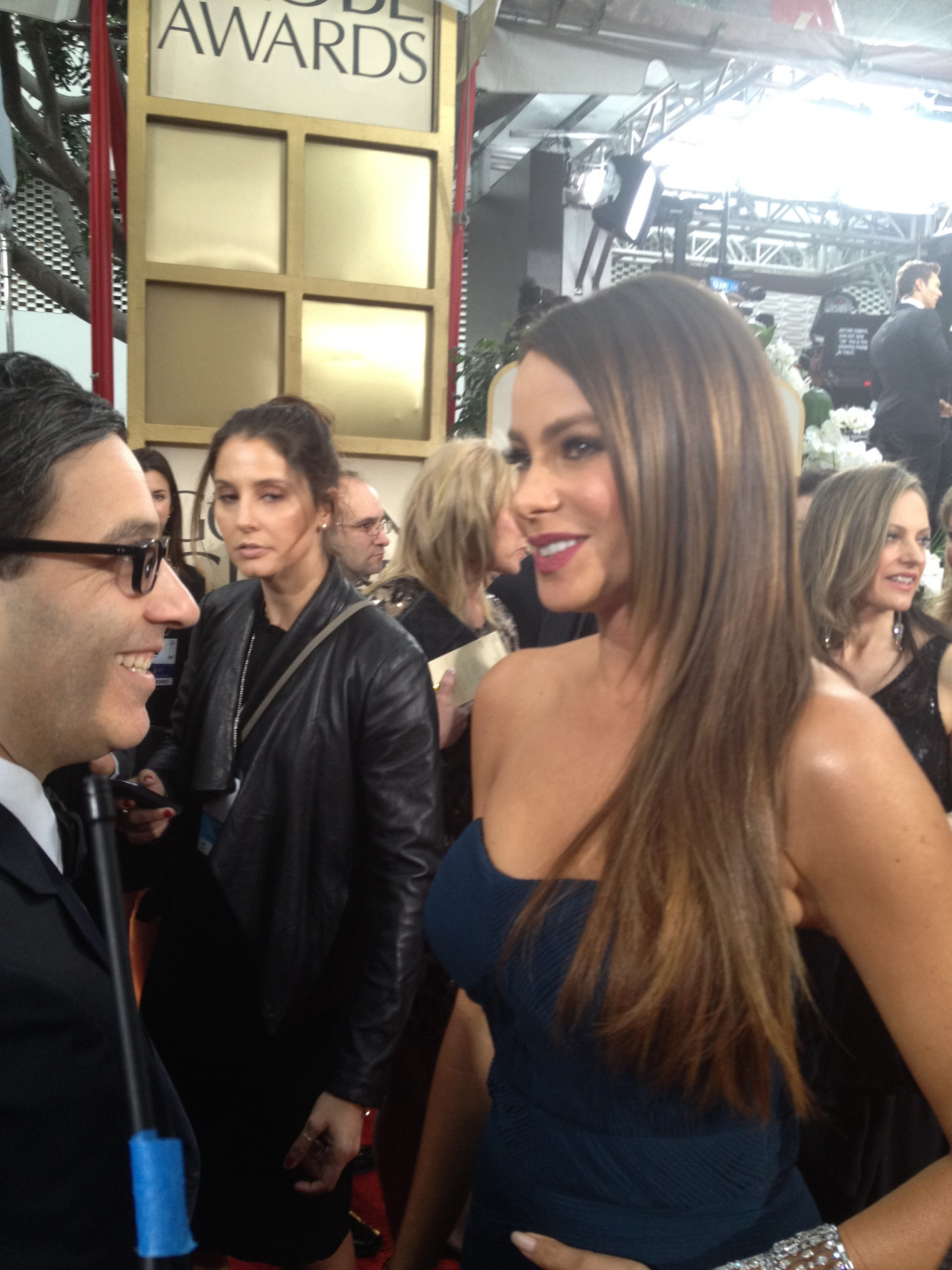
Sofía Vergara lors de la 69e cérémonie des Golden Globes, en 2012.

Cette même année, il est annoncé qu'elle sortirait sa propre ligne de vêtements pour le magasin Kmart, et elle a tourné dans de nombreuses publicités pour la marque "Xfinity" de Comcast, ainsi que pour State Farm Insurance. Elle prête sa voix pour l'un des personnages du film d'animation Happy Feet 2 et termine de tourner le film Les Trois Corniauds, qui fut son premier grand rôle au cinéma. Le film sort en salles en avril 2012.
En juillet 2012, le magazine Forbes déclare que Sofía était la personnalité de télévision la mieux payée, avec un salaire de 19 millions de dollars,. Le magazine People liste la jeune femme dans le classement des « 50 plus belles femmes ». Cette même année, elle est doublement nommée pour l'ALMA Awards de la meilleure actrice, grâce à ses performances dans la série télévisée familiale Modern Family et la comédie Les Trois Corniauds. Elle est également citée par les Kids' Choice Awards, pour son travail dans Les Schtroumpfs dans la catégorie meilleure actrice.
Entre 2011 et 2012, Sofía Vergara est aussi l'égérie de la marque « Cover Girl ». En avril 2011, elle a tourné une publicité pour Pepsi Light, avec David Beckham ; elle a, à nouveau, tourné une publicité pour cette même marque en janvier 2012.

### Cinéma, passage à la production

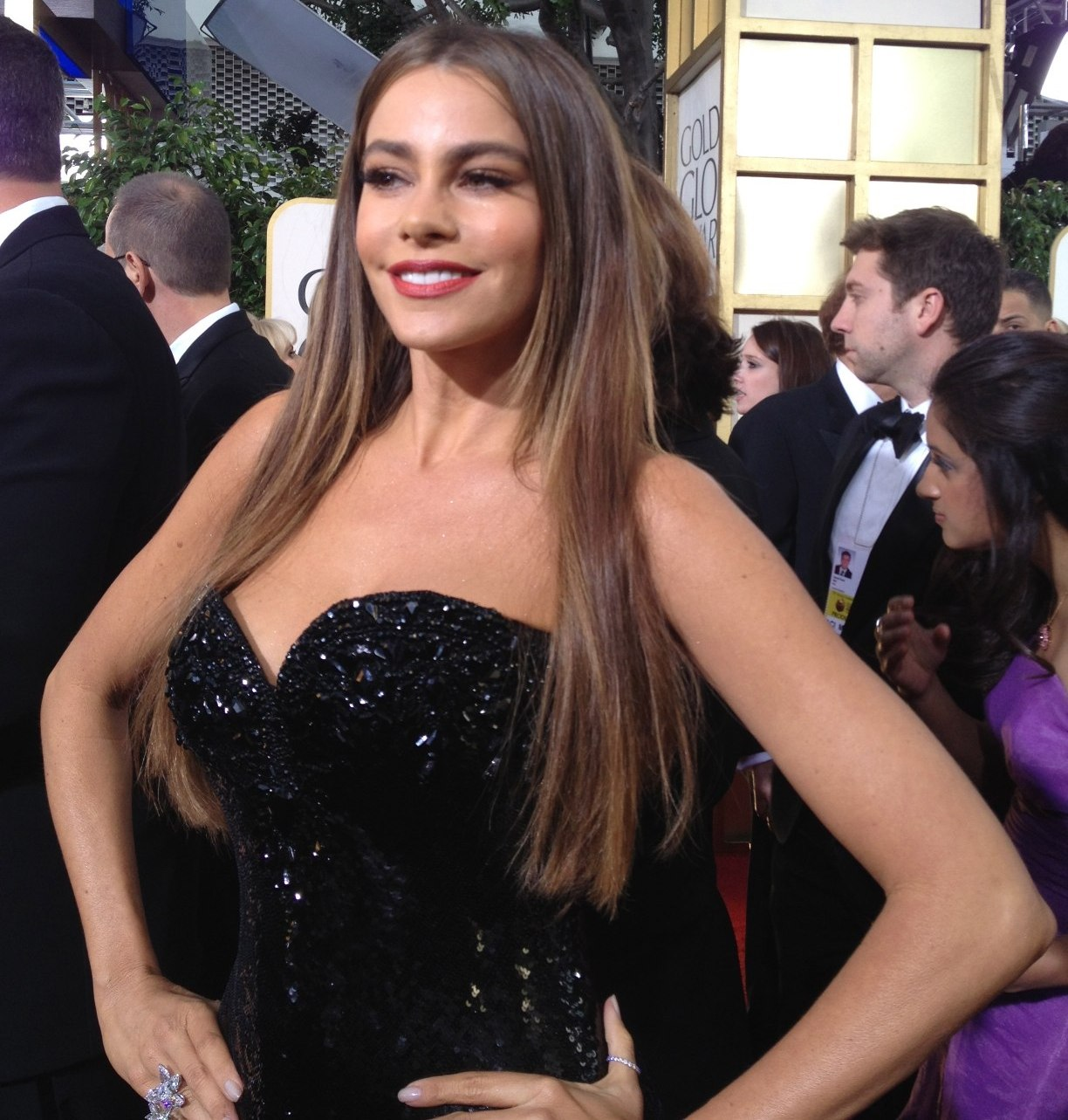
Sofía Vergara lors de la 70e cérémonie des Golden Globes, en 2013.

En 2013, elle a signé un contrat avec Pepsi Light, Rooms To Go et Synthroid. Elle pratique à nouveau le doublage pour Les Zévadés de l'espace puis elle décroche un rôle dans la suite de Machete, sorti en 2010, adapté d'une fausse bande-annonce du projet Grindhouse, Machete Kills de Robert Rodriguez. Cette production au copieux casting (Danny Trejo, Michelle Rodríguez, Mel Gibson, Jessica Alba, Antonio Banderas et bien d'autres) est globalement un échec critique, et public. Sofía Vergara décroche ensuite un second rôle aux côtés de Woody Allen, John Turturro, Vanessa Paradis et Sharon Stone dans la comédie dramatique Apprenti Gigolo, présentée en avant-première au Festival international du film de Toronto 2013.
En 2014, elle incarne le premier rôle féminin de la comédie Chef de et avec Jon Favreau, cette production sortie dans un nombre de salles limitées, rencontre son public et remporte l'Audience Award lors du Festival du film de Tribeca 2014. Cette même année, elle officie en tant que productrice exécutive de l'épisode pilote de la série télévisée Killer Women.
En 2015, elle produit et joue la tête d'affiche dans la comédie d'action En cavale (Hot Pursuit) aux côtés de l'oscarisée Reese Witherspoon. Le film reçoit un accueil mitigé bien qu'il soit largement rentabilisé et il arrive à se distinguer lors des Teen Choice Awards avec quatre nominations. Elle joue également dans le film d'action Joker avec notamment Jason Statham et Stanley Tucci. Il s'agit de l'adaptation cinématographique du roman Heat de William Goldman, publié en 1985, et déjà adapté dans Heat (1986) de Dick Richards et Jerry Jameson avec Burt Reynolds.
Cette même année, l'actrice reçoit son étoile sur le célèbre boulevard Walk of Fame, une récompense honorifique pour l'ensemble de sa carrière et sa contribution au milieu du divertissement.
En 2016, avec un cachet global de 43 millions de dollars, Sofía Vergara est, encore une fois, l'actrice américaine de télévision la mieux payée. Elle conserve cette pole position, l'année suivante, en étant la star de Modern Family et grâce à ses divers contrats publicitaires. En 2018, c’est la septième année consécutive qu’elle est à la tête de ce même classement.
En 2017, l'actrice reçoit le People's Choice Awards de l'actrice préférée dans une série télévisée. Elle prête sa voix à l’émoticône Flamenca pour le film d'animation Le Monde secret des Emojis.
L'année suivante, elle est le premier rôle féminin du thriller indépendant Bent, réalisé par Bobby Moresco aux côtés des acteurs Karl Urban et Andy García. Elle est aussi à l'affiche d'une comédie, The Con Is On avec Alice Eve, Uma Thurman et Tim Roth.
En 2019, elle joue dans le film dramatique Stano, co-produit et co-écrit par son mari, Joe Manganiello, qui marque la première collaboration du couple de stars. La même année, elle produit avec sa société RAZE, une série biopic consacrée à Diego Maradona pour la plateforme Prime Video. Puis, il est annoncé le renouvellement de Modern Family pour une onzième et dernière saison.
À la suite de cet arrêt, elle accepte de devenir juge de l'émission populaire America's Got Talent, à partir de la quinzième saison, aux côtés de Simon Cowell, Heidi Klum et Howie Mandel.

## Vie privée

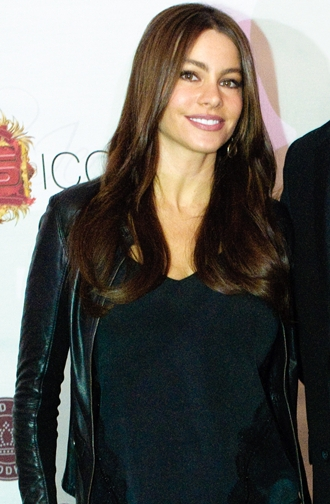
Sofía Vergara en février 2011.

En 1991, à 18 ans, Sofía épouse son compagnon de longue date Joe Gonzalez - au bout de quatre ans de relation. Le 16 septembre 1991, à l'âge de 19 ans, elle donne naissance à leur fils, prénommé Manolo Gonzalez-Ripoll Vergara. Le couple divorce en 1993, au bout de six ans de relation dont deux ans de mariage. Après avoir brièvement fréquenté l'ancien criminel américain Chris Paciello en 2000,, Sofía Vergara a une liaison avec Tom Cruise en 2005,. En mai 2010, elle commence à fréquenter l'homme d'affaires américain Nicholas Maers « Nick » Loeb - avec qui elle se fiance en juillet 2012,. Le 23 mai 2014, ils annoncent leur séparation, au bout de quatre ans de vie commune dont deux ans de fiançailles.
Puis en  juillet 2014, elle devient la compagne de l'acteur américain Joe Manganiello. Le 25 décembre 2014, ils annoncent leurs fiançailles. Ils se marient le 22 novembre 2015.
Ils annoncent leur divorce après sept ans de mariage, le 19 juillet 2023.
Lors d'une interview avec Jimmy Kimmel, en décembre 2014, Sofía Vergara annonce qu'elle a pris la nationalité américaine,.
Le 9 mai 2011, son frère cadet Julio est expulsé des États-Unis, et reconduit en Colombie après avoir été arrêté en avril 2011 ; il a également longtemps lutté contre ses problèmes de drogues, avant ces événements,. À ce propos, Sofía déclare dans le magazine Parade : « Regarder une personne se détruire, petit à petit pendant 10 ans, c'est le pire châtiment. À présent, il est une personne comme une autre. ».
En 2000, à l'âge de 28 ans, Sofía Vergara est diagnostiquée avec un cancer de la thyroïde. La thyroïde lui est retirée, elle suit un traitement et réussit à se rétablir complètement. Elle suit également un traitement, afin d'empêcher l'hypothyroïdie.

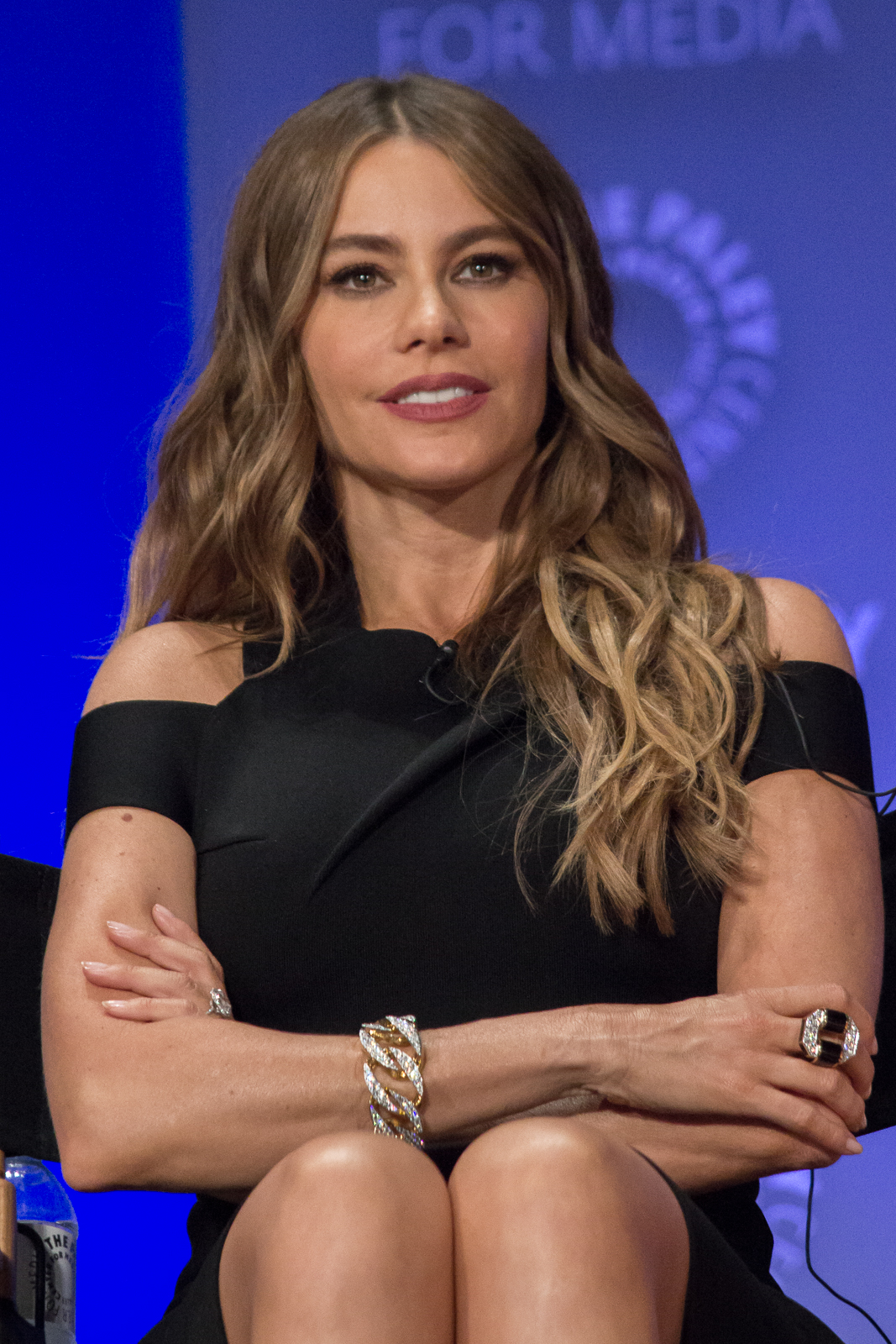
Sofía Vergara lors du Paleyfest en 2015.

Sofía Vergara est naturellement blonde et mesure 1,71 m (5′ 7″). Bien qu'elle soit naturellement blonde, les producteurs de cinéma lui demandent souvent de se teindre les cheveux en bruns, afin qu'elle puisse jouer une latina stéréotypée,.
En 2017, à l'occasion de l'Octobre rose, un mois de prévention sur le cancer du sein, l'actrice interpelle ses abonnées sur l'importance d'effectuer un dépistage.

## Filmographie

### Actrice

#### Cinéma
- 2002 : Big Trouble de Barry Sonnenfeld : Nina
- 2003 : Chasing Papi (en) de Linda Mendoza : Cici
- 2004 : Le 24e jour de Tony Piccirillo : Isabella
- 2004 : Soul Plane de Jessy Terrero : Blanca
- 2005 : Les Seigneurs de Dogtown (Lords of Dogtown) de Catherine Hardwicke : Amelia
- 2005 : Quatre Frères (Four Brothers) de John Singleton : Sofi Mercer
- 2006 : Vendeurs d'élite (en) (Grilled) de Jason Ensler : Loridonna
- 2006 : Pledge This : Panique à la fac ! (National Lampoon's Pledge This!) de William Heins et Strathford Hamilton : Elle-même
- 2008 : Meet the Browns de Tyler Perry : Cheryl
- 2009 : Madea Goes to Jail de Tyler Perry : T.T.
- 2011 : Les Schtroumpfs (The Smurfs) de Raja Gosnell : Odile Anjelou
- 2011 : Happy New Year (New Year’s Eve) de Garry Marshall : Ava
- 2011 : Happy Feet 2 de George Miller : Carmen (voix)
- 2012 : Les Trois Corniauds (The Three Stooges) de Peter et Bobby Farrelly : Lydia Harter
- 2013 : Les Zévadés de l'espace (Escape from Planet Earth) de Cal Brunker : Gabby Babblebrook (voix)
- 2013 : Machete Kills de Robert Rodriguez : Madame Desdemona
- 2013 : Apprenti Gigolo (Fading Gigolo) de John Turturro : Selima
- 2014 : Chef de Jon Favreau : Inez
- 2015 : Joker (Wild Card) de Simon West : D.D.
- 2015 : En cavale (Hot Pursuit) d'Anne Fletcher : Mme Daniella Riva
- 2017 : The Female Brain (en) de Whitney Cummings : Lisa
- 2017 : Le Monde secret des Emojis de Tony Leondis : Flamenca (voix)
- 2018 : Agents doubles (Bent) de Bobby Moresco : Rebecca
- 2018 : Les As de l'arnaque (The Con Is On) de James Oakley : Vivien
- 2019 : Stano de Raymond De Felitta : Angela Ramirez
- 2019 : Koati de Rodrigo Perez-Castro : Zaine (voix)
- 2024 : Moi, moche et méchant 4 de Chris Renaud : Valentina (voix)

#### Télévision

##### Séries télévisées
- 1995 : Acapulco, cuerpo y alma : Irasema (3 épisodes)
- 1999 : Alerte à Malibu : Elle-même (1 épisode)
- 2002 : Ma famille d'abord : Selma (saison 3, épisode 4)
- 2004 : Eve : April Perez (saison 1, épisode 16)
- 2004 : Rodney : Carmen (saison 1, épisode 9)
- 2005 : Hot Properties : Lola Hernandez (saison 1, 13 épisodes)
- 2007 : Entourage : La fille au village (saison 4, épisode 1)
- 2007 : Amas de casa desesperadas : Alicia Oviedo (saison 1, 23 épisodes)
- 2007 : Les As du braquage : Esperanza Villalobos (saison 1, 13 épisodes)
- 2007 : Dirty Sexy Money : Sofia Montoya (saison 1, épisodes 6, 8, 9 et 10)
- 2008 : Fuego en la sangre : Leonora (saison 1, 10 épisodes)
- 2008 : Men in Trees : Leçons de séduction : Pilar Romero (saison 2, épisodes 16 et 17)
- 2009-2020 : Modern Family : Gloria Delgado-Pritchett (rôle principal - 250 épisodes)
- 2011 : The Cleveland Show : Señora Chalupa (voix, saison 2, épisode 18)
- 2012 : Saturday Night Live : Animatrice (saison 37, épisode 18)
- 2013-2017 : Les Griffin : Une espagnole (voix, saison 11, épisode 11 et saison 16, épisode 11)
- 2016 : Les Simpson : Mme Barrera (saison 27, épisode 11)
- 2024 : Griselda : Griselda Blanco (rôle-titre, 6 épisodes)

##### Télé-crochets et émissions
- 2008 : Viva Hollywood! (juge invitée - 1 épisode)
- 2011 : Fuera de serie (présentatrice - 12 épisodes)
- Depuis 2020 : America's Got Talent (juge - à partir de la saison 15)

### Productrice
- 2007 : Amas de casa desesperadas (série télévisée)
- 2014 : Killer Woman (série télévisée - saison 1, épisode 1)
- 2015 : En cavale (Hot Pursuit) d'Anne Fletcher
- 2019 : 365 Days of Love (émission de télévision, 8 épisodes)
- prochainement : Maradona: Blessed Dream (série télévisée)

## Distinctions
Sauf indication contraire ou complémentaire, les informations mentionnées dans cette section proviennent de la base de données IMDb.
- Depuis le 7 mai 2015, elle possède sa propre étoile sur le célèbre Walk of Fame (Hollywood).

### Récompenses
- 2010 : Gold Derby Awards de la meilleure distribution dans une série télévisée comique pour Modern Family (2009-2020).
- 2011 : NAACP Image Awards de la meilleure actrice dans un second rôle dans une série télévisée comique pour Modern Family (2009-2020).
- 2011 : Online Film & Television Association Awards de la meilleure actrice dans un second rôle dans une série télévisée comique pour Modern Family (2009-2020).
- 2011 : Screen Actors Guild Award de la meilleure distribution pour une série télévisée comique pour Modern Family (2009-2020).
- 2012 : Screen Actors Guild Award de la meilleure distribution pour une série télévisée comique pour Modern Family (2009-2020).
- 2013 : Screen Actors Guild Award de la meilleure distribution pour une série télévisée comique pour Modern Family (2009-2020).
- 2014 : Screen Actors Guild Award de la meilleure distribution pour une série télévisée comique pour Modern Family (2009-2020).
- 2017 : People's Choice Awards de l'actrice préférée dans une série télévisée comique pour Modern Family (2009-2020).

### Nominations
- 2009 : ALMA Awards de la meilleure actrice pour Madea Goes to Jail
- 2010 : Primetime Emmy Award de la meilleure actrice dans un second rôle dans une série télévisée comique pour Modern Family (2009-2020).
- 2010 : Gold Derby Awards de la meilleure actrice dans un second rôle dans une série télévisée comique pour Modern Family (2009-2020).
- 2010 : Imagen Foundation Awards de la meilleure actrice dans une série télévisée comique pour Modern Family (2009-2020).
- 2010 : Online Film & Television Association de la meilleure actrice dans un second rôle dans une série télévisée comique pour Modern Family (2009-2020).
- 2010 : Screen Actors Guild Award de la meilleure distribution pour une série télévisée comique pour Modern Family (2009-2020).
- 2011 : ALMA Awards de la meilleure actrice dans une série télévisée comique pour Modern Family (2009-2020).
- 2011 : Critics' Choice Television Award de la meilleure actrice dans un second rôle dans une série télévisée comique pour Modern Family (2009-2020).
- 2011 : Primetime Emmy Award de la meilleure actrice dans un second rôle dans une série télévisée comique pour Modern Family (2009-2020).
- 2011 : Golden Globe de la meilleure actrice dans un second rôle dans une série, une mini-série ou un téléfilmpour Modern Family (2009-2020).
- 2011 : Satellite Award de la meilleure actrice dans un second rôle dans une série télévisée dans une série télévisée comique pour Modern Family (2009-2020).
- 2011 : Screen Actors Guild Award de la meilleure actrice dans une série télévisée comique pour Modern Family (2009-2020).
- 2011 : Teen Choice Awards de la meilleure voleuse de vedette dans une série télévisée comique pour Modern Family (2009-2020).
- 2012 : ALMA Awards :
  - meilleure actrice dans une série télévisée comique pour Modern Family (2009-2020).
  - meilleure actrice dans un second rôle pour Les Trois Corniauds
- 2012 : Primetime Emmy Award de la meilleure actrice dans un second rôle dans une série télévisée comique pour Modern Family (2009-2020).
- 2012 : Gold Derby Awards de la meilleure actrice dans un second rôle dans une série télévisée comique pour Modern Family (2009-2020).
- 2012 : Golden Globe de la meilleure actrice dans un second rôle dans une série, une mini-série ou un téléfilm  pour Modern Family (2009-2020).
- 2012 : Kids' Choice Awards de la meilleure actrice pour Les Schtroumpfs
- 2012 : NAACP Image Awards de la meilleure actrice dans un second rôle dans une série télévisée comique pour Modern Family (2009-2020).
- 2012 : Online Film & Television Association : OFTA Television Award de la meilleure actrice dans un second rôle dans une série télévisée comique pour Modern Family (2009-2020).
- 2012 : Screen Actors Guild Award de la meilleure actrice dans une série télévisée comique pour Modern Family (2009-2020).
- 2012 : Teen Choice Awards de la meilleure voleuse de vedette dans une série télévisée comique pour Modern Family (2009-2020).
- 2013 : Primetime Emmy Award de la meilleure actrice dans un second rôle dans une série télévisée comique pour Modern Family (2009-2020).
- 2013 : Gay and Lesbian Entertainment Critics Association : Dorian Award de la meilleure interprétation à la télévision par une actrice dans une série télévisée comique pour Modern Family (2009-2020).
- 2013 : Golden Globe de la meilleure actrice dans un second rôle dans une série, une mini-série ou un téléfilm pour Modern Family (2009-2020).
- 2013 : Gold Derby Awards de la meilleure actrice dans un second rôle dans une série télévisée comique pour Modern Family (2009-2020).
- 2013 : People's Choice Awards de l'actrice préférée dans une série télévisée comique pour Modern Family (2009-2020).
- 2013 : Screen Actors Guild Award de la meilleure actrice dans une série télévisée comique pour Modern Family (2009-2020).
- 2013 : TV Guide Awards de la meilleure actrice dans une série télévisée comique pour Modern Family (2009-2020).
- 2014 : Golden Globe de la meilleure actrice dans un second rôle dans une série, une mini-série ou un téléfilm pour Modern Family (2009-2020).
- 2014 : Kids' Choice Awards de la star la plus fun
- 2014 : NAACP Image Awards de la meilleure actrice dans un second rôle dans une série télévisée comique pour Modern Family (2009-2020).
- 2014 : Online Film & Television Association Awards de la meilleure actrice dans un second rôle dans une série télévisée comique pour Modern Family (2009-2020).
- 2015 : NAACP Image Awards de la meilleure actrice dans un second rôle dans une série télévisée comique pour Modern Family (2009-2020).
- 2015 : People's Choice Awards de l'actrice préférée dans une série télévisée comique pour Modern Family (2009-2020).
- 2015 : Screen Actors Guild Award de la meilleure distribution pour une série télévisée comique pour Modern Family (2009-2020).
- 2015 : Teen Choice Awards :
  - Meilleur alchimie pour En cavale (Hot Pursuit) (2015) partagée avec Reese Witherspoon.
  - Meilleure baiser pour En cavale (Hot Pursuit) (2015) partagée avec Reese Witherspoon.
- 2016 : Imagen Foundation Awards de la meilleure actrice dans une série télévisée comique pour Modern Family (2009-2020).
- 2016 : Kids' Choice Awards de la meilleure actrice dans une série télévisée familiale dans une série télévisée comique pour Modern Family (2009-2020).
- 2016 : Screen Actors Guild Award de la meilleure distribution pour une série télévisée comique dans une série télévisée comique pour Modern Family (2009-2020).
- 2017 : Screen Actors Guild Award de la meilleure distribution dans une série télévisée comique pour Modern Family (2009-2020).
- People's Choice Awards 2018 Actrice préférée dans une série télévisée comique pour Modern Family (2009-2020).
- Golden Globes 2025 : Meilleure actrice dans une mini-série ou un téléfilm pour Griselda (2024).

## Voix françaises
En France, Ethel Houbiers est la voix française régulière de Sofía Vergara.
Au Québec, l'actrice est majoritairement doublée par Nathalie Coupal.